# Stadtbibliothek

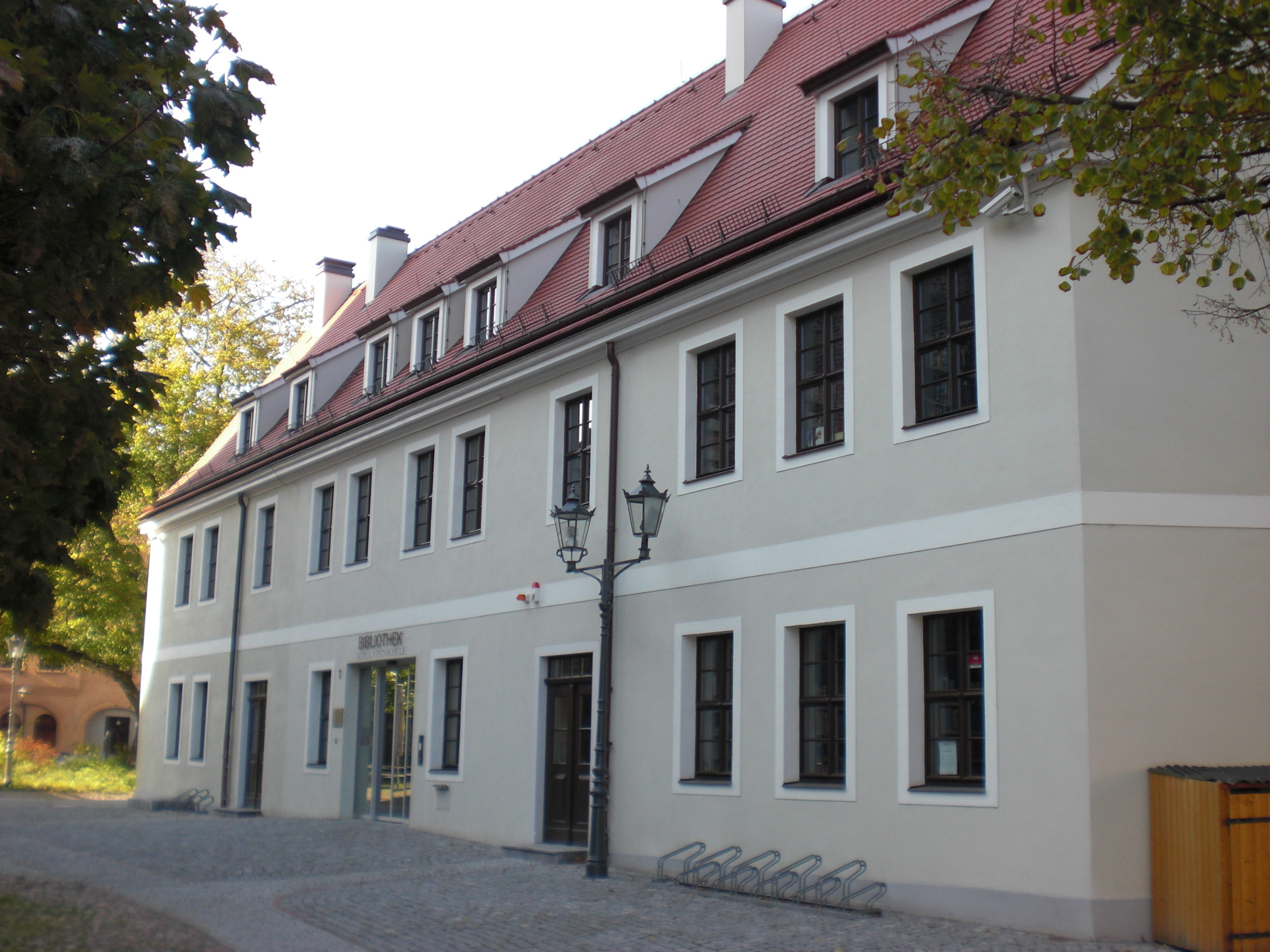
Stadtbibliothek Alte Lateinschule in Delitzsch

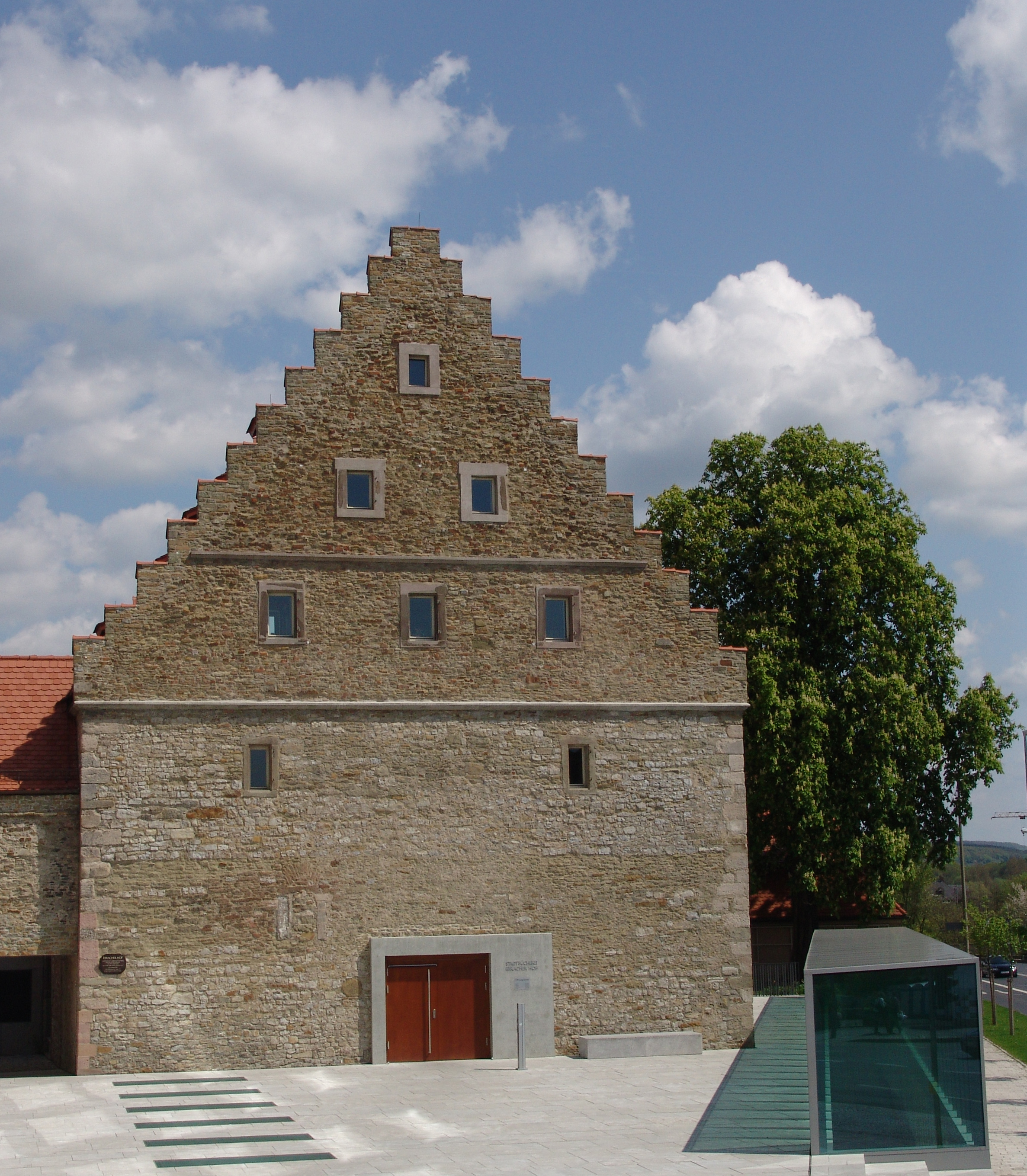
Ebracher Hof (1578) in Schweinfurt
mit Stadtbücherei (2007) teilweise unter einer Piazza mit Oberlichtern

Eine Stadtbibliothek, auch Stadtbücherei, bzw. Gemeindebibliothek/-bücherei, ist eine öffentliche Bücherei, als deren Träger (in der Regel auch Eigentümer) eine Stadt als öffentlich-rechtliche Gebietskörperschaft fungiert. 
Im Unterschied zu den meisten anderen öffentlichen Bibliotheken, insbesondere Landes-, Hochschul- und Schulbibliotheken, ist in Stadtbibliotheken neben Sach- und Fachliteratur auch die Unterhaltungssparte stark ausgeprägt. Neben der Aufgabe, ihren Bürgern Bücher oder Zeitschriften zur Ausleihe zur Verfügung zu stellen, werden in Stadtbibliotheken häufig verstärkt regional- oder stadtbezogene Werke gesammelt (siehe Regionalbibliothek). Ein weiterer Schwerpunkt der Arbeit in Stadtbibliotheken ist die Leseförderung für Kinder und Jugendliche. Abgerundet wird das Angebot oft durch eine angeschlossene Cafeteria.
Auch fremdsprachige Literatur ist oftmals anzutreffen, wenn auch meist in geringem Umfang. Ebenfalls haben sich viele Stadtbibliotheken über die Printmedien Buch und Zeitschrift/Zeitung hinaus durch das Angebot von E-Books, Filmen (z. B. auf Videokassetten oder DVD-Videos), Spielen oder CDs und CD-ROMs zu Mediatheken entwickelt.
Auch als Begegnungs- oder Veranstaltungsort werden Öffentliche Bibliotheken vielfach genutzt. Wichtiger Mittelpunkt ist meist der oder ein Lesesaal, zudem sind oft Computerarbeitsplätze entgeltlich nutzbar.
Vereinzelt leihen Stadtbibliotheken ihre Werke nur an eigene Bürger aus, um die meist knappen Ressourcen nur diesen zukommen zu lassen, was insbesondere bei Satellitenstädten oder -gemeinden, deren Bürger auch mit ihrer Kaufkraft ebenso am städtischen Leben teilnehmen, umstritten ist. Ein Kompromiss wird erzielt, wenn es eine Regelung bezüglich des Landkreises oder der Region gibt. 
Eine Sonderform der Stadtbibliothek sind Fahrbibliotheken, die zu festen Zeiten einzelne Stadtteile anfahren oder in ländlichen Gebieten als Ersatz für eine Stadtbibliothek fungieren.

## Aufgaben öffentlicher Bibliotheken
- Medien für Aus- und Weiterbildung und Beruf
- freier Zugang zu Informationen
- Medien zur Unterhaltung und Freizeitgestaltung
- Förderung der Informations- und Medienkompetenz
- Ort der lokalen Kultur
- Lernort
- Ort der Begegnung und Kommunikation

In Dänemark kommt den Öffentlichen Bibliotheken auch eine wichtige Rolle bei der Integration von Zugewanderten und der Inklusion von Behinderten zu. So sind dänische Gemeinden gesetzlich verpflichtet, eine öffentliche Bibliothek zu betreiben, welche die Versorgung spezieller Zielgruppen sicherstellt, insbesondere von Kindern, Migranten und Menschen mit Behinderung.

## Rückläufige Ausleihzahlen und Notwendigkeit sich neu zu erfinden

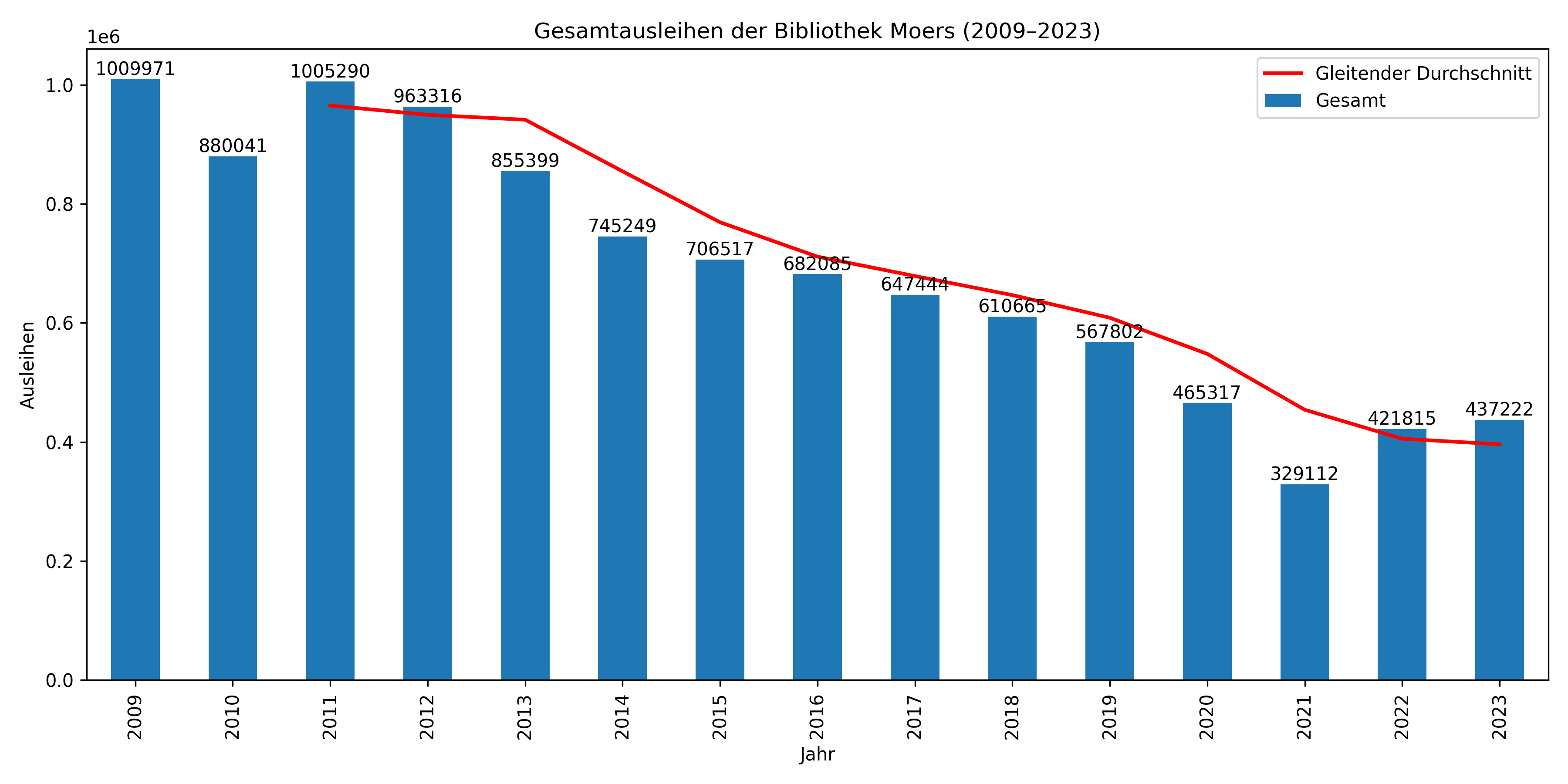
Gesamtausleihen der Bibliothek Moers für die Jahre 2009 bis 2023. Durch das Open-Data-Angebot der Kommune sind die Zahlen dieser Stadtbibliothek öffentlich zugänglich.

Die öffentlichen Bibliotheken verzeichnen seit einiger Zeit rückläufige Ausleihen und damit einen Bedeutungsverlust, weshalb sie sich etwa als Begegnungsort im Viertel oder durch einen eigenen Einsatz für Nachhaltigkeit oder gegen den Klimawandel neu erfinden müssen.

## Statistik
Mit der Deutsche Bibliotheksstatistik (DBS), betreut vom Hochschulbibliothekszentrum des Landes Nordrhein-Westfalen, gibt es eine einheitliche Statistik zu den Leistungsdaten öffentlicher bzw. wissenschaftlicher Bibliotheken sowie zu einer Reihe von Spezialbibliotheken.